# Niecka wypadowa
Niecka wypadowa – rodzaj urządzenia do rozpraszania energii wody przepływającej ze stanowiska górnego do stanowiska dolnego określonej budowli piętrzącej (np. jaz, zapora, elektrownia wodna) lub budowli regulacyjnej (np. próg, stopień). Typowym rozwiązaniem niecki wypadowej stosowanym w hydrotechnice i melioracjach jest odpowiednio ukształtowane w obrębie wypadu zagłębienie, wytworzone za pomocą konstrukcji budowlanej wypadu, położone poniżej odpływu konkretnego urządzenia upustowego danej budowli hydrotechnicznej. Rzadziej stosowane są inne rozwiązania, np. poprzez wybudowanie w odpowiedniej odległości od budowli zasadniczej, ścianki poprzecznej przez całą szerokość koryta cieku. W tak ukształtowanej niecce wypadowej tworzy się tzw. odskok hydrauliczny. Wymiarowanie niecki w podstawowym zakresie polega na wyznaczeniu jej głębokości i długości przeprowadzanym na podstawie obliczeń hydraulicznych, tak aby powstały odskok hydrauliczny został zatopiony i całkowicie mieścił się w niecce. Dopiero po ostatecznym określeniu podstawowych parametrów niecki wyznaczonych pod względem hydraulicznym, można przystąpić do projektowania samej konstrukcji niecki i całego wypadu.
Konieczność stosowania urządzeń do rozpraszania energii wynika z powstania, przy przepływaniu wody przez budowlę, przejścia ruchu nadkrytycznego występującego w korycie stanowiska górnego, w ruch rwący w stanowisku dolnym. Energia i ruch wody powoduje rozmycie dna (wybój), jak i w mniejszym stopniu brzegów w stanowisku dolnym. Zahamowanie tych niekorzystnych zjawisk realizowane jest w poszczególnych strefach tłumienia energii (strefa aktywna: przypada na wypad i tym samym nieckę wypadową, oprócz tej strefy występuje także strefa pasywna: przypada na umocnienie ciężkie poszuru i strefa tłumienia: przypada na umocnienie lekkie poszuru). Niecka wypadowa stanowi w strefie aktywnej podstawowy element służący rozpraszaniu energii choć mogą występować także inne, np. szykany.